# Bandera de Tayikistán
La bandera de Tayikistán fue adoptada el 25 de noviembre de 1992 tras la independencia alcanzada por dicho país, siendo la última de las ex Repúblicas soviéticas en adoptar emblemas propios tras la disolución de la Unión Soviética.
La bandera, de proporción 1:2, está compuesta por tres franjas horizontales de colores rojo, blanco y verde cuyos anchos están en relación 2:3:2. En el centro de la franja central blanca se encuentra un emblema de color dorado compuesto por una corona estilizada rodeada de siete estrellas de cinco puntas en forma de semicírculo.
El rojo representa la unidad de la nación, el blanco a las plantaciones de algodón y a la nieve de las montañas, y el verde a la naturaleza del país y sus valles. Estos son también los colores paniraníes.
La bandera actual es similar a la bandera de la anterior República Socialista Soviética de Tayikistán, diseñada en 1952 compuesta por el fondo rojo con el símbolo de la hoz y el martillo (igual que la bandera de la Unión Soviética) y una franja blanca y una franja verde de menor tamaño ubicadas sobre la mitad inferior de la tela. El símbolo comunista fue eliminado de la bandera en 1991 tras la independencia tayika y se mantuvo el diseño hasta la adopción de la actual bandera.
Anteriormente, la RSS de Tayikistán usó otros emblemas, todos compuestos con el tradicional fondo rojo y en la esquina superior izquierda diversos lemas, que incluían tanto la hoz y el martillo como el nombre del estado en tayiko o en ruso (РСС Тоҷикистон y Таджикская CCP, respectivamente) en color dorado.

## Banderas históricas

Bandera de la República Autónoma Socialista Soviética de Tayikistán (1924 - 1929)
Bandera de la República Socialista Soviética de Tayikistán (1929 - 1931)
Bandera de la República Socialista Soviética de Tayikistán (1931 - 1935)
Bandera de la República Socialista Soviética de Tayikistán (1935 - 1936)
Bandera de la República Socialista Soviética de Tayikistán (1936 - 1938)
Bandera de la República Socialista Soviética de Tayikistán (1938 - 1940)
Bandera de la RSS de Tayikistán (1940-1953)
Bandera de la RSS de Tayikistán (1952-1991)
Bandera de la República de Tayikistán (1991-1992)

## Banderas similares

Bandera de Hungría
Bandera de Irán
Bandera de Somalilandia

## Proyectos de Bandera de Tayikistán en 1990

Proyecto de Bandera de Tayikistán (1992) 1° diseño
Proyecto de Bandera de Tayikistán (1992) 2° diseño